# بحران واحد پولی
بحران واحد پولی (به انگلیسی: currency crisis) یا بحران تراز پرداخت‌ها، به کاهش ناگهانی واحد پول یک کشور اطلاق می‌شود، که اغلب با یک تدبیر تهاجمی از سوی دولت‌مردان آن کشور، در بازار ارز خارجی پایان می‌یابد. بحران واحد پولی ممکن است، در نتیجهٔ کسری شدید تراز پرداخت‌ها، یا اعمال احتکار در بازار روی دهد. این بحران‌ها اغلب بر روی نظام نرخ ثابت ارز نسبت به نظام ارز شناور، تأثیرگذار است.
بحران واحد پولی گونه‌ای بحران مالی است، که با بحران اقتصادی واقعی همراه می‌باشد. این بحران می‌تواند برای اقتصادهای باز کوچک و بزرگ نیز مضر باشد. دولت‌مردان معمولاً روشی را برای مقابله با این موضوع، از طریق تقاضای بیشتر برای واحد پولی که کشور به عنوان واحد پولی جایگزین خود دارد، اعمال می‌کنند. (معمولاً دلار آمریکا، یورو یا پوند) بروز بحران واحد پولی هزینه‌های هنگفتی را بر اقتصاد اعمال می‌کند، اما قابلیت پیش‌بینی زمان و جهت‌گیری بحران، توسط مفاهیم تئوری تقابل پیچیدهٔ بین اقتصاد کلان، انتظار سرمایه‌گذاران و سیاست‌های دولت، محدود شده‌است. نمونه‌هایی از بحران‌های مالی در اقتصاد جهانی شامل بحران اقتصادی در مکزیک ۱۹۹۴، بحران مالی آسیا ۱۹۹۷، بحران مالی ۱۹۹۸ روسیه و بحران مالی آرژانتین ۱۹۹۲ تا ۱۹۹۹ می‌باشند.

## تئوری‌ها
بحران واحد پول و بحران مستقل که از زمان بحران اقتصادی آمریکای لاتین در سال ۱۹۸۰ روز به روز، رو به افزایش است، مقدار زیادی از تحقیقات را به خود جذب کرده‌است. چندین نسل از مدل‌های معیار واحد پولی وجود دارد.

### نسل اول
نسل اول مدل‌های بحران مالی با مدل‌های تطبیق پل کروگمن از ستیفن سالانت و مدل دیل هندرسون از دیدگاه حمله به بازار طلا صورت گرفت. در مقالهٔ آن‌ها کروگمن اذعان داشت که یک حملهٔ ناگهانی به نرخ ثابت ارز، باعث ایجاد تغییرات غیر منطقی و خلاف انتظار می‌گردد، که می‌تواند در نتیجهٔ رفتار منطقی سرمایه‌گذاران باشد. این امر زمانی رخ می‌دهد که سرمایه‌گذاران پیش‌بینی کنند که دولت با کسری بیش از حد روبرو است که باعث می‌گردد دارایی‌های کمتری داشته باشد. سرمایه‌گذاران می‌خواهند، تا زمانی که نرخ ارز ثابت است، آن را نگه دارند، اما زمانی که این ثبات از بین می‌رود، آن‌ها نیز به این رویه پایان می‌دهند.

### نسل دوم
نسل دوم مدل‌های بحران واحد پول، با مقالهٔ اوبسفلد در سال ۱۹۸۶ آغاز گردید. در این مدل‌ها این شک به وجود می‌آید که دولت دوست دارد که ثبات نرخ ارز باقی بماند و برعکس این سرمایه‌گذاران هستند که به واحد پولی حمله می‌کنند.

### نسل سوم
مدل‌های نسل سوم بحران مالی چگونگی رویارویی سیستم بانکداری و سرمایه‌گذاری را با بحران مالی و اینکه چگونه بحران می‌تواند، تأثیرات واقعی بر روی باقیماندهٔ اقتصاد داشته باشد را بررسی می‌کند. مک کینون و پیل (۱۹۹۶)، کروگمن (۱۹۹۸)، کارستی، پسنتی و روبینی (۱۹۹۸) عنوان نمودند که وام دادن بیش از حد بانک‌ها یک نوع مشکوک توسط دولت است. ردلت و ساچز (۱۹۸۹) هراس از خود شکوفایی که به واسطه‌ها لطمه می‌زند، باعث تسویهٔ بلند مدت سرمایه می‌گردد که این هراس را تأیید می‌کند. چنگ و ولاسگو (۲۰۰۰) عنوان کردند که اگر بانک‌های محلی به خارج مقروض باشند، یک بحران مالی ممکن است باعث یک بحران بانکی شود. برنساید، اکنباوم و ربلو (۲۰۰۱ تا ۲۰۰۴) عنوان کردند که یک تضمین دولتی از سیستم بانکداری ممکن است به بانک‌ها این انگیزه را بدهد که از خارج قرض نمایند و هر دو سیستم بانکی هر دو کشور را آسیب‌پذیر نمایند. کراگمن (۱۹۹۹) دو فاکتور دیگر را پیشنهاد نمود تا بحران مالی آسیا را توضیح دهد: (۱) اوراق تعادل شرکت‌ها بر روی قابلیت آن‌ها تأثیرگذار است و (۲) جریان سرمایه‌گذاری بر روی نرخ واقعی ارز تأثیرگذار است (او مدل خود را به عنوان "کاندیدایی برای مدل‌های بحران نسل سوم" ارائه نمود. اما در این مدل، سیستم بانکی هیچ نقشی ندارد. مدل او باعث سیاست گذاری شد: تحمیل مقرراتی بر روی فرار سرمایه که توسط مالزی طی بحران مالی آسیا روی داد.

## بحران منطقهٔ یورو
بر اساس نظرات برخی از اقتصاددانان، بحران مالی منطقه یورو در واقع یک بحران تراز پرداخت است، یا حداقل می‌تواند به عنوان بحران مالی تلقی شود. بر اساس این دیدگاه، یک ثروت باد آورده جریان سرمایه از منابع مالی خصوصی در طول سال‌های پیش از این بحران به کشورهای اروپای جنوبی یا حاشیهٔ منطقه یورو، همانند اسپانیا، ایرلند و یونان صورت می‌پذیرد؛ این جریان سنگین سرمایه‌گذاری، در بخش خصوصی، در بخش عمومی یا هر دو، همانند ایجاد حباب اقتصادی، باعث به وجود آمدن درآمد زیادی می‌گردد. در ادامهٔ بحران مالی ۲۰۰۸–۲۰۰۷ در برخی از موارد همچون فرار سرمایه، ریزش سرمایهٔ ناگهانی اتفاق افتاد.
کسانی دیگر همچون برخی از حمایت کنندگان نظریهٔ مدرن پولی، عنوان کرده‌اند که یک منطقه با واحد پولی خود نمی‌تواند بحران تراز پرداخت را داشته باشد، زیرا در آن منطقه مکانیزمی با نام سیستم هدف ۲ وجود دارد، که این اطمینان را می‌دهد که شرکت‌های عضو منطقهٔ یورو همواره می‌توانند کسری بودجهٔ خود را جبران کنند. این نویسندگان این ادعا را ندارند که عدم توازن در منطقهٔ یورو بی ربط است، اما یک واحد پولی نمی‌تواند به سادگی توازنی از بحران پرداختی درست را داشته باشد. برخی از نویسندگان با این بحران به عنوان دیدگاه ام‌ام‌تی بر این باورند که کسانی که بحران را به عنوان یک بحران تراز پرداختی می‌پندارند، معنای عبارت "بحران تراز پرداختی" را عوض کرده‌اند.